# 村田真優
村田 真優（むらた まゆ、1月24日 - ）は、日本の漫画家。熊本県出身。血液型A型。愛称は「真優さん」「真優ちゃん」「むらまゆ」。

## 略歴
- 2005年 - 『りぼん』（集英社）10月号において、りぼん漫画スクールで準りぼん賞を受賞。受賞した『君の瞳に』が、『りぼんオリジナル』（集英社）同年12月号に掲載されデビューした[1]。
- 2010年 - 12月28日、『りぼん』2011年2月号より[3]、『流れ星レンズ』の連載を開始（初連載[4]）。
- 2014年 - 7月3日、『りぼん』8月号にて『流れ星レンズ』の連載を終了。12月27日、『りぼん』2015年2月号より『またあした』の連載を開始[5]。
- 2015年 - 12月28日、『りぼん』2016年2月号より『ハニーレモンソーダ』の連載を開始[6]。
- 2020年 - 『ハニーレモンソーダ』が『セブンティーン』（集英社）9月号の「読者が選ぶ好きな少女マンガ&実写化してほしいマンガランキング」において1位を獲得し[7][8]、累計発行部数400万部を突破した[8]。
- 2021年
  - 『ハニーレモンソーダ』がラウール（Snow Man）主演で映画化され、7月9日に公開[7][8]。
  - 『ハニーレモンソーダ』が2021年第45回講談社漫画賞少女部門にノミネートされた[9]（落選[10][11]）。
- 2025年
  - 『ハニーレモンソーダ』がテレビアニメ化され、1月よりフジテレビほかにて放送中。

## 作品リスト

### 連載
- 流れ星レンズ（『りぼん』2011年2月号 - 2014年8月号）
- またあした[12][13]（『りぼん』2015年2月号[5] - 2016年1月号）
- ハニーレモンソーダ（『りぼん』2016年2月号[6] - 連載中）

### 読み切り
- 君の瞳に（『りぼんオリジナル』2005年12月号） - デビュー作。『ドクロ×ハート』に収録。
- 想いはあふれて（『りぼんオリジナル』2006年4月号） - 『ドクロ×ハート』に収録。
- ドクロ×ハート[14]（『りぼん』2006年11月号） - 『ドクロ×ハート』に収録。
- ドクロ×ハート 青春編（『りぼん』2007年2月号） - 『ドクロ×ハート』に収録。
- 愛想カラフル（『りぼん』2007年4月春の超びっくり大増刊号） - 『ドクロ×ハート』に収録。
- HEY YOU!（『りぼん』2007年10月号別冊付録「LOVE COMI」） - 『妄想シンデレラ』に収録。
- こんな夜空に、月（『りぼんスペシャル』2008年1月お正月大増刊号） - 『妄想シンデレラ』に収録。
- シュガー中毒〜Part.1〜（『りぼんスペシャル』2008年3月春の大増刊号） - 『妄想シンデレラ』に収録。
- シュガー中毒〜Part.2〜（『りぼん』2008年6月号） - 『妄想シンデレラ』に収録。
- 妄想シンデレラ（『りぼんスペシャル』2009年1月冬休み大増刊号） - 『妄想シンデレラ』に収録。
- イン ザ チョコレート（『りぼんスペシャルハート』2009年7月夏の大増刊号） - 『イン ザ チョコレート』に収録。
- 妄想人魚姫（描きおろし、2009年12月15日） - 『妄想シンデレラ』に収録。
- ブルースカイヘブン（『りぼんスペシャル』2010年1月冬の大増刊号） - 『イン ザ チョコレート』に収録。
- 平成赤ずきん（『りぼんスペシャルオレンジ』2010年8月夏の大増刊号） - 『イン ザ チョコレート』に収録。
- DREAM TOUR -pop up book-（2011年2月15日） - 『イン ザ チョコレート』に収録。
- candy CAT（『りぼんスペシャルレモン』2011年8月夏の大増刊号） - 『流れ星レンズ』2巻に収録
- 消失の放課後[15][16]（原作：いしかわえみ、『りぼん』2013年9月号） - 作画担当。
- 太陽の放課後（『りぼんスペシャル』2014年春の大増刊号） - 『不可思議クローゼット』に収録。
- 不可思議クローゼット[17]（『りぼん』2014年10月号） - 『不可思議クローゼット』に収録。
- pure[18]（『りぼん』2014年12月号） - 『不可思議クローゼット』に収録。
- ドリームツアー-羽-（『りぼんスペシャル』2014年冬の大増刊号） - 『不可思議クローゼット』に収録。
- ドリームツアー-グルとビスケット-（『りぼんスペシャルキャンディ』2015年春の大増刊号） - 『不可思議クローゼット』に収録。
- 流れ星オイル - 『またあした』2巻に併録。
- またあした 番外編 - 単行本3巻に収録。
- むらまゆ映画ハニレモだより[19]（『りぼん』2021年8月号）

### 書籍
全て集英社、りぼんマスコットコミックスから刊行されている。
- 『ドクロ×ハート』、2007年8月10日発売[20]、ISBN 978-4-08-856763-1
- 『妄想シンデレラ』、2009年12月15日発売[21]、ISBN 978-4-08-867028-7
- 『イン ザ チョコレート』、2011年2月15日発売[22]、ISBN 978-4-08-867101-7
- 『流れ星レンズ』、2011年 - 2014年、全10巻
- 『不可思議クローゼット』、2015年5月25日発売[23]、ISBN 978-4-08-867373-8
- 『またあした』、2015年 - 2016年、全3巻
  1. 2015年5月25日発売[24]、ISBN 978-4-08-867372-1
  2. 2015年9月25日発売[25]、ISBN 978-4-08-867389-9
  3. 2016年1月25日発売[26]、ISBN 978-4-08-867404-9
- 『ハニーレモンソーダ』、2016年 - 、既刊28巻、番外編既刊1巻（2025年4月24日現在）